# Rescinamin
Rescinnamin je Inhibitor angiotenzin konvertujućeg enzima koji se koristi kao antihipertenziv.
On je vinka alkaloid koji se dobija iz biljke Rauwolfia serpentina i drugih Rauwolfia vrsta.
On je dostupan pod trgovačkim imenima: Moderil, Cinnasil, Anaprel.

## Spoljašnje veze
|  | Molimo Vas, obratite pažnju na važno upozorenje u vezi sa temama iz oblasti medicine (zdravlja). |